# Locomotiva DB 111
La locomotiva 111 è una locomotiva elettrica delle ferrovie tedesche (Deutsche Bahn) prodotta dal 1974 al 1984 in un totale di 227 esemplari.

## Storia
La locomotiva del gruppo 111 rappresenta il diretto successore della locomotiva gruppo 110 per treni veloci e venne ordinata al termine della loro fornitura dato che vi era una necessità ulteriore di locomotive per treni veloci passeggeri; le DB negli anni settanta decisero quindi di commissionarle. Pur basandosi sul progetto delle 110, con cui condividevano alcuni componenti, si decise di introdurre numerosi miglioramenti quali ad esempio i carrelli, che vennero costruiti per essere utilizzabili anche ad alte velocità di marcia e la cabina ergonomica (che sarebbe poi diventata il modello unificato tedesco).
La prima locomotiva, 111 001, venne consegnata dalla Krauss-Maffei alla fine del 1974 e fino al 1984 vennero prodotte altre 226 unità anche da Henschel, Lokomotiv- und Waggonbaufabrik Krupp, Siemens, AEG e BBC. Le serie erano sei, con lievi differenze tra l'una e l'altra. In particolare le unità dalla 111 alla 188 erano state ordinate espressamente per la S-Bahn (era stato deciso di usare le 111 per questi treni nell'area Rhein-Ruhr), con l'adozione del comando porte e del microfono in cabina, nonché di una nuova colorazione. Le restanti unità erano invece costruite per essere impiegate con treni passeggeri espressi, diretti e locali.
L'ultima unità avrebbe dovuto concludere la costruzione di locomotive del tipo convenzionale a corrente alternata delle ferrovie tedesche ma dopo la riunificazione tedesca venne deciso di prolungarne la costruzione con il successivo gruppo 112 il cui progetto era stato approntato dalla Deutsche Reichsbahn.

## Servizio
La 111 001 fu consegnata ufficialmente nel gennaio 1975, iniziando una serie di test presso le DB. A breve seguirono le unità successive.
Inizialmente le 111 erano utilizzate in turni promiscui con le 110, ma ben presto furono assegnati loro turni specifici. Tutte le 111 fino alla 111 110 furono assegnate al deposito locomotive di Monaco di Baviera.
Nel 1978 furono consegnate le prime locomotive per la S-Bahn, i cui servizi iniziarono l'anno successivo.
Nel 1979 venne riorganizzata la categoria InterCity in Germania, con treni composti da carrozze sia di prima che di seconda classe e cadenzamento orario. Non essendo il numero delle 103 sufficiente a coprire tutti i servizi, le 111 vennero autorizzate alla marcia fino a 160 km/h per essere impiegate in questa categoria. La loro velocità era infatti originariamente di 150 km/h proprio per uniformarsi con le 110.
Negli anni ottanta alle 111 venivano affidate quasi tutte le categorie di treni passeggeri, spaziando da alcuni TEE agli InterCity, ai Rapidi, ai Locali, e occasionalmente qualche treno merci (specialmente se merci celeri o vagoni postali). In quel periodo le unità di Monaco effettuavano regolarmente servizi sulla rete austriaca, e ciò avviene ancora oggi.
Negli anni novanta una locomotiva del gruppo, la 111 049, venne utilizzata per l'effettuazione del Lufthansa Airport Express.
Alla fine degli anni novanta gradualmente tutte le locomotive furono assegnate alla divisione regionale del gruppo DB, a seguito della comparsa del gruppo 101, locomotive adatte ai treni a lunga percorrenza. DB Regio le utilizza tuttora nei collegamenti a breve distanza con convogli di carrozze a due piani oppure carrozze Silberling rimodernate.
Le unità accantonate o demolite sono solamente tre: 
la 111 109, a seguito di un incidente nel 1982 in Austria, a Wels; 
la 111 004, dopo uno scontro ad un passaggio a livello nel 2006;
la 111 090, dopo un incidente ferroviario a Peine (Germania) nel 2010.

## Livree
La BR 111 ha la particolarità di essere una locomotiva tra quelle che hanno rivestito il maggior numero di colorazioni in Germania:
- Blu oceano - beige per le unità 001-110 e 189-227
- Grigio ghiaia - arancio per le unità 111-188 della S-Bahn
- Rosso oriente per alcune unità (a partire dalla metà degli anni '80)
- Rosso trasporti - grigio per tutte a partire dalla metà dagli anni novanta
- Bianco - giallo per la 111-049 Lufthansa
- Cinque livree speciali: per il musical "Die tanz der vampire"; per gli 850 anni di Monaco; per il "Bahnland Bayern"; per la candidatura di Monaco alle Olimpiadi invernali del 2018; per il DAV.